# Antoculeora
Antoculeora es un género de lepidópteros perteneciente a la familia Noctuidae. Se encuentra en el este de Asia.

## Especies
- Antoculeora locuples Oberthür, 1880
- Antoculeora lushanensis Chou & Lu, 1978
- Antoculeora ornatissima Walker, 1858
- Antoculeora yoshimotoi Ronkay, 1997